# Île-de-France
Île-de-France este una dintre cele 18 de regiuni ale Franței. Capitala regiunii este orașul Paris iar regiunea cuprinde 8 departamente ce reprezintă, în mare parte , regiunea metropolitană a Franței. A fost creată în 1976 când a înlocuit Districtul Regiunii Pariziene, creat în 1961.
Île-de-France este cea mai populată regiune a Franței, având mai mulți locuitori decât țări europene ca Belgia, Grecia sau Suedia. Este a treia entitate subnațională din Uniunea Europeană din punct de vedere al populației după Renania de Nord-Westfalia și Bavaria din Germania.

## Istoric
Regiunea este puternic populată încă de pe timpul Imperiului Roman când exista orașul galic și ulterior roman Lutetia. În Evul Mediu, regele franc Clovis I și-a stabilit aici capitala și Parisul a crescut treptat devenind unul dintre cele mai importante orașe din lume. Odată cu dezvoltarea orașului, regiunea din jurul său a fost constituită într-un domeniu regal cunoscut sub denumirea de Provincia Île de France. 
După Revoluția Franceză din 1789, provincia a fost desființată și au fost organizate trei departamente: Seine, Seine-et-Oise și Seine-et-Marne. După Al Doilea Război Mondial, o entitate superioară departamentelor a fost organizată sub numele de Districtul Regiunii Paris transformată ulterior în Districtul Regiunii Pariziene condus de un consiliu ai cărui membri erau jumătate numiți de guvernul francez, iar jumătate numiți de departamentele constituente. În 1976, Districtul a fost reorganizat ca o regiune cu un consiliu regional în care 70% din membrii erau reprezentanții departamentelor, dar consiliul avea putere executivă limitată. Tot atunci, a fost schimbat și numele regiunii, revigorându-se vechiul nume al provinciei regale. În 1982, odată cu celelalte regiuni, Île de France a fost transformată în colectivitate teritorială cu o putere executivă extinsă și condusă de un consiliu ales în mod direct.

## Geografia

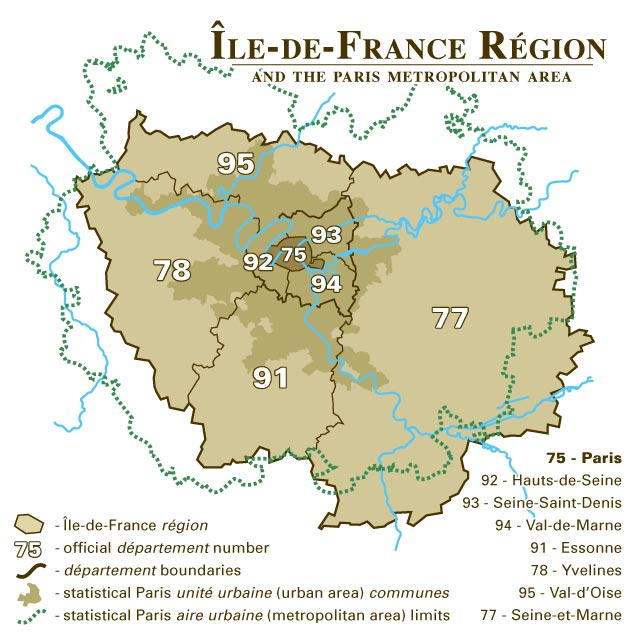
Harta regiunii

Relieful este relativ plat, marcat de râul Sena, cu o altitudine medie de 33 m, variind între 217 m maxim și 11 m minim. În ciuda puternicei urbanizări, 45% din suprafață este folosită pentru agricultură iar 23% din suprafață este ocupată de păduri.

## Economia
Se poate considera faptul că regiunea este unul dintre motoarele economiei mondiale. Cu un PIB de peste 427,2 miliarde de euro în 2003, s-a clasat deasupra unor țări importante ca Brazilia sau Rusia. Dacă ar fi fost o țară separată, s-ar fi clasat pe locul 15 în clasamentul Băncii Mondiale din acel an. Cu toate că din punct de vedere al populației este doar a 20-a metropolă a lumii, din punct de vedere al PIB-ului este a 5-a după Tokyo, New York, Los Angeles și Osaka-Kobe-Kyoto, la egalitate cu Londra. 
Cu toate că a suferit o puternică dezindustrializare, regiunea rămâne totuși cea mai importantă regiune industrială a Franței cu peste 650.000 angajați. De asemenea, un mare număr de companii și corporații franceze și internaționale își au sediul în regiune. Nu este de ignorat nici turismul, Parisul fiind cel mai vizitat oraș din lume, în turism fiind angrenată aproape 3% din populație (însă turismul nu contribuie decât cu 1% la PIB-ul regiunii, contrar ideii răspândite ca Parisul ar trăi din turism).
Cele mai dinamice activități economice în Regiunea Pariziană sunt serviciile (telecom și IT, media, finanțe, transport și logistică) dar și industria luxului (parfumerie fină, bijuterii, textile de lux). O parte semnificativă din populație lucrează în servicii publice ca funcționari. 